# Artigas (cidade)
Artigas é uma cidade do Uruguai, capital do departamento do mesmo nome, que é o departamento mais setentrional daquele país. Localiza-se a 600 quilômetros da capital Montevidéu.

## Fronteira com o Brasil
A cidade está localizada na fronteira com o Brasil, fazendo divisa com a cidade de Quaraí, no estado do Rio Grande do Sul. Ambas as cidades se comunicam através da Ponte Internacional da Concórdia, construída em 1968 sobre o rio Quaraí, sendo esta considerada a ponte com a curva mais larga da América do Sul.
As duas cidades somam uma população de aproximadamente 70 mil habitantes, existindo historicamente um íntimo contato entre ambas. Essa relação se reforçou mais com a chegada dos free shops na cidade uruguaia.

## História
Foi fundada em 12 de setembro de 1852 por Don Carlos Catalã, com o nome de San Eugenio del Cuareim (em português Santo Eugênio do Quarai). O seu atual nome é Artigas, em homenagem a José Gervasio Artigas, o herói nacional uruguaio.
Em 1915 foi elevada à categoria de cidade.
Pontos turísticos: Parque Congresso de Abril, El paseo de 7 de Setiembre, La Piedra Pintada, etc.
Tem população, de acordo ao censo de 2004, de aproximadamente 44 mil habitantes.

## Cidades Irmãs
- Quaraí,  Brasil
- Arica,  Chile
- Paraná,  Argentina